# Geneviève de Gramont
Geneviève de Gramont, comtesse d'Ossun, née en 1751 et morte guillotinée le 26 juillet 1794, est une des dame d'atours et l'amie intime de Marie-Antoinette d'Autriche. Responsable de la garde-robe de la reine, elle contribue à la réduction de ses dépenses vestimentaires.

## Biographie

### Dame d'atours de la reine
Fille du comte et de la comtesse de Gramont, elle est la nièce par alliance d'Étienne-François de Choiseul, la sœur aînée du duc de Guiche et la belle-sœur d'Aglaé de Polignac, elle-même fille de Gabrielle de Polastron. Elle épouse en 1766 Charles Pierre Hyacinthe, comte d'Ossun. Le couple a une fille, Sophie-Pauline d'Ossun (1772-1845), épouse de Louis-Joseph Nompar de Caumont, duc de La Force.
Elle succède en 1781 à la duchesse de Mailly à la charge de dame d'atours de la reine, ce qui en fait le troisième personnage de la Maison de la reine, après la dame d'honneur, la princesse de Chimay, et la surintendante de la Maison de la reine la princesse de Lamballe. Elle y était assistée d'un maître de la garde-robe, d'une femme de garde-robe des atours de la reine, de deux valets de la garde-robe et d'un garçon de la garde-robe, ainsi que d'un secrétaire de la garde-robe chargé de tenir les comptes et de vérifier les paiements.
La charge de dame d'atours était importante, car en tant que responsable de la garde-robe de la reine c'est elle qui passait commande tant des étoffes que des robes, des habits de cour, et qui payait les fournisseurs. Tout ce qui concernait la garde-robe de la souveraine passait sous ses yeux, lui était soumis, et seule sa signature comptait, rien ne se faisait sans son approbation. Toutefois, c'était la femme de garde-robe des atours qui se rendait elle-même auprès des fournisseurs passer et réceptionner les commandes. Elle était en outre chargée de payer les officiers de la garde-robe. De plus, elle participait au lever de la reine, à son habillement, présentant le jupon et la robe à la souveraine, à en croire Mme Campan. 
A la tête de la garde-robe de la reine, elle participe, dès 1781, à la réduction des dépenses de celle-ci, cherchant à la "réformer", et surveille de près les irrégularités, notamment par rapport aux fournisseurs, demandant ainsi à Mlle Bertin de détailler ses mémoires de fournitures et autres robes, que l'on estimait trop coûteux, ce à quoi la marchande de modes s'est toujours obstinément refusée. Les économies ne vinrent pas tout de suite, l'année 1785 étant même la plus dépensière pour la garde-robe. Toutefois les comptes furent à la baisse pour les années 1787 et 1788.

### Révolution
Après octobre 1789, elle suit la reine à Paris, s'installant à l'hôtel de Caumont, rue de Grenelle.
Elle est guillotinée le 8 thermidor an II (26 juillet 1794), accusée de n'avoir pas signalé la fuite de la reine[réf. nécessaire] dont elle aurait été au courant par une lettre que Marie-Antoinette lui aurait fait remettre avant son départ en juin 1791, ayant été dûment interrogée les jours suivants.
Elle n'a laissé aucune archive personnelle, ayant brûlé précipitamment ses papiers en 1791.
De même, les archives concernant la garde-robe de la reine sont en très faible nombre, éparses dans les cartons de la sous-série O1 des Archives nationales concernant la Maison de Marie-Antoinette.

## Sources
- Almanach de Versailles, années 1782 à 1790, Versailles-Paris, Blaizot et al.
- Archives nationales, O/1/3790-3797 : maison de la dauphine puis de la reine. 1770-1791
- Henriette Campan, Mémoires sur la vie privée de Marie-Antoinette, Paris, Librairie Baudouin frères, 1823, 3 tomes